# Cyclocross-Weltmeisterschaften 1960
Die Cyclocross-Weltmeisterschaften 1960 wurden am 21. Februar in Tolosa, Spanien, ausgetragen. Es gab ein Rennen in der offenen Kategorie, also für Profis und Amateure gleichermaßen. Schauplatz waren das Stadion Berazubi und die Hänge des Burgbergs.

## Ergebnisse
| Platz | Land        | Sportler            |
| ----- | ----------- | ------------------- |
| 1     | Deutschland | Rolf Wolfshohl      |
| 2     | Schweiz     | Arnold Hungerbühler |
| 3     | Frankreich  | Robert Aubry        |